# 京瀋高速公路
40°19′37″N 120°17′28″E / 40.32697599999999°N 120.2911501°E
京瀋高速公路是连接北京和沈阳的高速公路，全长658公里，屬於國家高速公路網京哈高速公路（G1）重要組成部分。1999年9月15日开通宝坻至山海关段，9月25日开通北京至香河段，9月26日开通山海关至锦州段（亦记作沈山高速公路），9月28日开通天津段，11月10日开通廊坊段，2000年9月15日开通锦州至沈阳段，从而全线通车。
京瀋高速公路自东五环为收费公路。高速公路的最高限速为时速110公里，但是在天津部分则为120公里。这条高速公路连接北京、香河、天津宝坻、北戴河、秦皇岛、山海关、锦州、盘锦和沈阳。

## 沿线重要交汇点
- 北京四环路 : 四方桥
- 北京五环路 : 窦各庄
- 北京六环路 : 张家湾
- 津蓟高速公路 : 宝坻北
- 唐山环城高速公路 : 唐山北
- 锦朝高速公路 : 锦州
- 锦阜高速公路 : 凌海
- 盘海营高速公路 : 盘锦
- 沈阳绕城高速公路 : 北李官

## 沿线设施列表

### 标记释义
- 〒 = 互通出入口; ＃ = 枢纽立交; ￥ = 主线收费站; Ｓ = 服务区;
- ↓ = 下行方向; ↑ = 上行方向; × = 不具备;
- ↘ = 下行出口; ↙ = 下行入口; ↗ = 上行出口; ↖ = 上行入口;

### 北京段
- ＃ : 四方桥 (北京四环路)
- ＃↘ ＃↙ ＃↗ ＃↖ : 窦各庄 (北京五环路)
- 〒↘ ×× ×× 〒↖ : 窦各庄东
- ×× ×× ×× 〒↖ : 白鹿西
- ￥↓ ￥↑ : 白鹿主线收费站
- 〒↘ 〒↙ 〒↗ 〒↖ : 台湖
- Ｓ↓ Ｓ↑ : 田家府服务区
- ＃↘ ＃↙ ＃↗ ＃↖ : 张家湾 (北京六环路)
- 〒↘ 〒↙ ×× 〒↖ : （同上）
- 〒↘ 〒↙ 〒↗ 〒↖ : 漷县
- Ｓ↓ Ｓ↑ : 郎府停车区
- 〒↘ 〒↙ 〒↗ 〒↖ : 郎府
- 〒↘ 〒↙ 〒↗ 〒↖ : 西集

### 河北段
- 〒↘ 〒↙ 〒↗ 〒↖ : 香河匝道
- Ｓ↓ Ｓ↑ : 香河服务区
- ￥↓ ￥↑ : 香河主线收费站

### 天津段
- 〒↘ 〒↙ 〒↗ 〒↖ : 宝平
- Ｓ↓ Ｓ↑ : 京沈天津服务区
- 〒↘ 〒↙ 〒↗ 〒↖ : 津围
- ＃↘ ＃↙ ＃↗ ＃↖ : 宝坻北 (津蓟高速公路)
- 〒↘ 〒↙ 〒↗ 〒↖ : 新钟
- Ｓ↓ Ｓ↑ : 新安镇服务区